# Phân (đơn vị đo)
Phân là định nghĩa dùng để làm đơn vị đo lường chiều dài của đường đi, được xuất hiện khá lâu từ thời kỳ cổ đại tại Việt Nam. Hiện nay thuật ngữ này vẫn được sử dụng dùng làm đơn vị đo bên cạnh đơn vị tính hiện đại như cm.